# حسن علي كاسي
حسن علي كاسي (بالأردية: حسن علی کاسی) هو قارئ ومقرئ للقرآن الكريم، معروف بمهارته في حفظ القرآن وتلاوته. يشغل حاليًا منصب إمام في مركز الصلاة في أورلاند بارك، إلينوي، الولايات المتحدة الأمريكية، وكان قد شغل منصب إمام في المركز الإسلامي في وييتون، إلينوي.

## السيرة الذاتية
بدأ حسن علي كاسي في حفظ القرآن الكريم في سن مبكرة، حيث تعلم التجويد من والده وأساليب التلاوة من عمه. وقد أظهر مهاراته في التلاوة منذ أن كان في الثامنة من عمره. كما تميز بقدرته على الإلمام بكافة جوانب فنون التلاوة القرآنية، بما في ذلك القراءات والتجويد. في عام 2021، فاز حسن بالمركز الأول في مسابقة تلاوة القرآن «سراج الكبير» التي أُقيمت في أفغانستان، عزز ذلك من مكانته كأحد أبرز القراء على مستوى العالم.

## التعليم
تلقى حسن علي كاسي تعليمه في الجامعة الإسلامية الدولية، إسلام آباد، حيث واصل دراسته في مجال العلوم الإسلامية. وكان من بين المتفوقين في جامعته، حيث حصل على جائزة الشباب الوطني في عام 2021 تقديرًا لإنجازاته في مجال التلاوة القرآنية.

## الجوائز والتكريم
- المركز الثالث في مسابقة تركيا الدولية للقرآن الكريم 2013.
- المركز الأول في مسابقة سوات الوطنية للتلاوة 2013.[5]
- المركز الأول في مسابقة «بول تي في» للقرآن 2017.
- المركز الرابع في مسابقة «الكوثر» الدولية للتلاوة 2020.[6]
- المركز الأول في مسابقة تلاوة القرآن في أفغانستان 2021.
- جائزة الشباب الوطني من رابطة الشباب المنهاج في مجال التلاوة 2021.[7][8]
- درع وشهادة تقدير من رئيس الجامعة الإسلامية الدولية في عام 2021 كأحد المتفوقين.[9]

## الروابط الخارجية
- الموقع الرسمي لحسن علي كاسي
- مصحف حسن علي كاسي - مرتل